# شهرستان هنری (آیووا)
شهرستان هنری، آیووا (به انگلیسی: Henry County, Iowa) یک سکونتگاه مسکونی در ایالات متحده آمریکا است که در آیووا واقع شده‌است.